# Call on Me (bài hát của Janet Jackson)
"Call on Me" là một bài hát của ca sĩ người Mỹ Janet Jackson với sự tham gia góp giọng của rapper Nelly nằm trong album phòng thu thứ 9 của Jackson, 20 Y.O. (2006). Nó được sáng tác bởi Jermaine Dupri, Johnta Austin, James Phillips, Cornell Haynes, Jr., James Harris III và Terry Lewis, và do Dupri, Phillips, Jam và Lewis sản xuất, cùng với sự hỗ trợ từ Jackson. "Call on Me" phát hành như là đĩa đơn đầu tiên trích từ album vào ngày 19 tháng 6 năm 2006 bởi Virgin Records. Đây là một bản ballad nói về việc gọi một người khi ai đó cần họ để tâm sự.
Bài hát nhận được những phản ứng tích cực từ các nhà phê bình âm nhạc, họ gọi đây là một trong những ca khúc hay nhất trong album, một bản ballad "đáng yêu và thanh lịch". Về mặt thương mại, "Call on Me" trở thành đĩa đơn thành công nhất của Jackson ở một số quốc gia kể từ "All for You" (2001). Nó đạt vị trí thứ 25 trên Billboard Hot 100 và đứng đầu bảng xếp hạng Hot R&B/Hip-Hop Songs trong 2 tuần không liên tiếp, đánh dấu lần thứ 16 đứng đầu bảng xếp hạng R&B của cô. Trên thị trường quốc tế, bài hát lọt vào top 20 ở Ireland, Ý, New Zealand và Vương quốc Anh.
Video ca nhạc cho "Call on Me" được đạo diễn bởi Hype Williams và mất 10 ngày để hoàn thiện. Nó kết hợp những trang phục và kiểu tóc từ phong cách của Ấn Độ, châu Á, và châu Phi. Đây là một trong những video ca nhạc đắt giá nhất mọi thời đại, với chi phí sản xuất hơn 1 triệu đô-la. Ngay sau khi phát hành, nó đã bị liệt vào danh sách đen của MTV sau vụ việc lùm xùm trong màn trình diễn ở show giữa hiệp Super Bowl năm 2004, mà đơn vị này tham gia sản xuất.

## Danh sách bài hát
| Tải kĩ thuật số 1. Album Mix – 3:30 Đĩa CD quảng cáo tại Mỹ 1. Radio Remix – 4:03 2. Tony Moran Club Remix Mở rộng – 9:22 3. Tony Moran Dub Remix Mở rộng – 9:16 4. Bản album – 3:29 Đĩa CD tại Úc (094636912325) 1. Album Mix – 3:29 2. Album Mix Mở rộng – 5:08 3. Album Không lời – 3:28 French Remixes (094638 033851) 1. Waku Remix – 3:26 2. Hard Mix Bionix – 3:33 3. Smooth Mix Bionix – 3:14 4. Junior Caldera House Remix – 6:18 Other 1. Lil Jon Remix – 3:29 2. Luny Tunes Remix – 3:47 | UK CD 1 (VUSCD) 1. Album Mix – 3:29 2. Full Phat Radio Mix – 3:32 UK CD 2 (VUSDX330) 1. Album Mix – 3:29 2. Full Phatt Remix Mở rộng – 4:18 3. Tony Moran Club Remix Mở rộng – 9:22 4. Album Không lời – 3:28 UK 12" single (VUST 330) 1. Album Mix Mở rộng – 5:08 2. Album Không lời – 3:28 3. Album A Cappella – 3:28 4. Club Radio Remix – 4:00 5. Full Phatt Remix Mở rộng – 4:18 U.S. 12" single (7282311) 1. Album Mix – 3:29 2. Album Mix Mở rộng – 5:08 3. Album Không lời – 3:28 4. Album Mix – 3:29 5. Album Mix Mở rộng – 5:08 6. Album A Cappella – 3:28 |

## Xếp hạng
| Chart (2006)                         | Peak position |
| ------------------------------------ | ------------- |
| Australian Club Chart                | 49            |
| Belgian Tip Chart (Flanders)         | 2             |
| Belgian Tip Chart (Wallonia)         | 7             |
| European Hot 100 Singles             | 31            |
| Finnish Singles Chart                | 20            |
| French Singles Chart                 | 41            |
| German Singles Chart                 | 45            |
| Irish Singles Chart                  | 20            |
| Italian Singles Chart                | 7             |
| New Zealand Singles Chart            | 11            |
| Romanian Top 100                     | 82            |
| Slovak Airplay Chart                 | 25            |
| Swedish Singles Chart                | 25            |
| Swiss Singles Chart                  | 43            |
| UK Singles Chart                     | 18            |
| UK R&B Singles Chart                 | 6             |
| U.S. Billboard Hot 100               | 25            |
| U.S. Billboard Pop Songs             | 32            |
| U.S. Billboard Hot R&B/Hip-Hop Songs | 1             |
| U.S. Billboard Hot Dance Club Songs  | 2             |
| U.S. Billboard Hot 100 Single Sales  | 1             |
| U.S. Billboard Pop 100               | 33            |

| Bảng xếp hạng (2006)                    | Vị trí |
| --------------------------------------- | ------ |
| U.S. Billboard Hot R&B/Hip-Hop Songs    | 22     |
| U.S. Billboard Hot 100 Single Sales     | 8      |
| U.S. Billboard R&B/Hip-Hop Single Sales | 2      |

| Bảng xếp hạng (2007)                 | Vị trí |
| ------------------------------------ | ------ |
| U.S. Billboard Hot R&B/Hip-Hop Songs | 95     |